# Jürgen Osterloh
Jürgen Osterloh (* 17. Oktober 1955 in Bad Harzburg) ist ein deutscher Pädagoge, Musiker und Lyriker. Er lebt in Braunschweig.

## Leben
Aufgewachsen in Goslar am Harz, besuchte er dort nach der Grundschule das Ratsgymnasium und machte 1975 das Abitur. Nach dem Grundwehrdienst studierte er ab 1976 zunächst in Göttingen und anschließend in Braunschweig Lehramt in den Fächern Musik, Englisch, Pädagogik, Psychologie und Soziologie sowie anschließend Diplom-Pädagogik (Dipl.-Päd. 1986) an der TU Braunschweig. Anschließend war er als Wissenschaftler und Promovend in der Pädagogik an der TU Braunschweig tätig, u. a. als Stipendiat der Wissenschaftlichen Graduiertenförderung Niedersachsen sowie der Studienstiftung des deutschen Volkes, Promotion zum Dr. phil. 1990. Er arbeitete danach als Wissenschaftlicher Mitarbeiter und Assistent an der TU Braunschweig in der Pädagogik und Hochschuldidaktik (Geschäftsführung der von ihm mit aufgebauten Arbeitsstelle für Hochschuldidaktik Niedersachsen) mit entsprechender Publikationstätigkeit, Habilitation 2001 (venia legendi: Allgemeine Pädagogik). Forschungsschwerpunkte waren Themen der disziplinenbezogenen Wissenschaftstheorie, pädagogischen Philosophie und Hochschuldidaktik. Er wechselte in den Schuldienst und wurde 2003 Didaktischer Leiter an der Integrierten Gesamtschule Querum, einer Reformschule in Braunschweig. Daneben übte und übt er einen Lehrauftrag für Schulentwicklung an der TU Braunschweig aus. Osterloh ist Mitglied in der AG Literatur der Braunschweigischen Landschaft und im Autorenkreis Peiner Land.

## Musik
Neben seiner hauptberuflichen Tätigkeit ist er als Musiker tätig. Er spielt Bass (Kontrabass und Bassgitarre) in verschiedenen Formationen und komponiert. In den 2000er Jahren hat er mehrere CDs mit eigenen Kompositionen veröffentlicht. Zum Beispiel „The Riddagshausen Concerts No 01, 02, 03“ (gefördert durch die Richard-Borek-Stiftung), eine Verbindung von Neogregorianik und Jazzelementen, „Basspoesie Oktober“, Solo-CD mit einer Kombination von eigenen Texten und Jazzstücken. Im Jahr 2015 nahm er als musikalischer Partner und Begleiter des Pianisten und Arztes Jan Behrens an einer mehrwöchigen Charity-Radtour von Lindau bis zur Insel Baltrum teil, über die verschiedene Medien berichteten. Die Spendeneinnahmen ihrer deutschlandweiten Duokonzerte gingen an die Initiativen „Fahrende Ärzte Kassel“ und „Tagestreff IGLU Braunschweig“, welche sich um Menschen kümmern, die auf der Straße leben.

## Literarisches Werk
Er widmet sich zudem der Lyrik und schreibt Gedichte, die sich auf Pflanzen, Ereignisse, Phänomene, auch Phantasien und Abgründiges beziehen und immer wieder die Frage nach dem Leben, seinem Sinn, seiner Ausgestaltung stellen. Seine Gedichte trägt er gerne in Verbindung mit Musik vor. Seine Gedichtbände Das Fenster rechts sowie Blicke im Vorüberziehen sind 2024 (Verlag Expeditionen, Hamburg) sowie 2025 (edition labellaparola, Hamburg) erschienen. Ebenfalls in 2025 publiziert wurde die Prosaimpression "Die alte Allee und ihre Stadt" (Verlag Damokles Braunschweig).

## Diskografie
- Crossing the Borders, 2012, roadoverthehill records (Eigenverlag)
- BassPoesie Oktober, 2013, roadoverthehill records (Eigenverlag)
- BassPoesie Instrumental, 2015, roadoverthehill records (Eigenverlag)
- The Riddagshausen Concerts – 01 Journey, 2016, roadoverthehill records (Eigenverlag)
- The Riddagshausen Concerts – 02 Lighthouse, 2017, roadoverthehill records (Eigenverlag)
- The Riddagshausen Concerts – 03 Haven, 2018, roadoverthehill records (Eigenverlag)
- Behrens & Osterloh play Jazz. Jazz Lounge 1777, 2014 (Steigenberger Parkhotel Braunschweig)

## Bücher
- Wahrheit, Objektivität und Wertfreiheit in der Erziehungswissenschaft. Begriffsanalytische und methodologische Untersuchungen. Klinkhardt, Bad Heilbrunn/Obb. 1991, ISBN 3-7815-0678-9
- Identität der Erziehungswissenschaft und pädagogische Verantwortung. Ein Beitrag zur Strukturdiskussion gegenwärtiger Erziehungswissenschaft in Auseinandersetzung mit Wilhelm Flitner. Klinkhardt, Bad Heilbrunn/Obb. 2002, ISBN 3-7815-1248-7
- (als Mitherausgeber) Karl Neumann/Jürgen Osterloh (Hrsg.): Gute Lehre in der Vielfalt der Disziplinen. Hochschuldidaktik an der Technischen Universität Braunschweig. Beltz, Weinheim und Basel 2002, ISBN 978-3-407-32016-2
- Das Fenster rechts. Gedichte. Verlag Expeditionen, Hamburg 2024, ISBN 978-3-911320-02-3
- Blicke im Vorüberziehen. Gedichte. edition labellaparola, Expeditions - International Publishing House, Hamburg 2025, ISBN 978-3-911320-10-8
- Die alte Allee und ihre Stadt, Verlag Damokles, Braunschweig 2025, ISBN 978-3-982611-92-1

## Beiträge (Fachzeitschriften)
- Überlegungen zur Objektivität der Erziehungswissenschaft. In: Zeitschrift für internationale erziehungs- und sozialwissenschaftliche Forschung. Heft 1, 5/1988, S. 159–171.
- „Unser Herr Böckelmann“ – oder: Über den Lehrer als Person. In: Pädagogische Rundschau. 43/1989, S. 201–208 (zu der Zeit auch als Rundfunkbeitrag in der Reihe „Bildungsfragen der Gegenwart“ des WDR-Hörfunk).
- Carl von Ossietzky (1889–1938). Ein Leben für Demokratie und Freiheit. In: Universitas. 7/1988.
- Bemerkungen zur interdisziplinären Aufgabe der Pädagogik im Hinblick auf die Natur- und Technikwissenschaften. In: Zeitschrift für internationale erziehungs- und sozialwissenschaftliche Forschung. Heft 1, 7/1990, S. 151–163.
- Braunschweiger Konzept Universitärer Lehre: Prinzipien der Hochschullehre zur Einführung in das hochschuldidaktische Denken und Handeln. In: Beiträge zur Hochschulforschung. Heft 2, 1995, S. 157–178.
- „Was tut ich eigentlich, wenn ich lehre – und was kann ich ändern?“ Leitfaden zur Reflexion, Gestaltung und Überprüfung der eigenen Lehre. In: Handbuch Hochschullehre. März 1995, S. 1–20, A 1.3.
- Miteinander voneinander lernen. Hochschuldidaktische Weiterbildung nach dem „Braunschweiger Ansatz“. In: Handbuch Hochschullehre. März 1996, S. 1–22, I 2.7.
- Vom Gesprächskreis über das Pilotprojekt zur Arbeitsstelle für Hochschuldidaktik. Weiterbildung in der Lehre an der Technischen Universität Braunschweig. In: Handbuch Hochschullehre. April 2000, S. 1–12, I 2.11.
- Von der Belehrungs- zur Lernkultur. Motive, Probleme, Perspektiven der Innovation von Lehre und Studium. In: Handbuch Hochschullehre. April 2000, S. 1–14, I 2.12.
- (gemeinsam mit Chr. Borchard) WindH – Weiterbildung in der Hochschullehre. Zwischenbilanz eines hochschuldidaktischen Bausteinprogramms an niedersächsischen Hochschulen. In: Handbuch Hochschullehre. Januar 2000, S. 1–25, A 3.31.
- Umbruchzeit: Was gilt noch? Zur Frage pädagogischer Verantwortung heute. In: Pädagogische Rundschau. Heft 3/Mai–Juni 2002, S. 309–320.
- Bildung als Fokus der Innovation von Studium und Lehre? Überlegungen im Fokus der Hochschuldidaktik. In: Karl Neumann/Jürgen Osterloh (Hrsg.): Gute Lehre in der Vielfalt der Disziplinen. Hochschuldidaktik an der Technischen Universität Braunschweig. Weinheim und Basel 2002, S. 193–208.
- Ethos pädagogischer Verantwortung als Identitätskern der Erziehungswissenschaft. Ein Versuch verantwortungsethischer Grundlegung der Disziplin. In: Petra Korte (Hrsg.): Kontinuität, Krise und Zukunft der Bildung. Analysen und Perspektiven. Münster 2004, S. 63–76.
- SPRING! In: Eulenblick. Literaturzeitschrift des Autorenkreises Peiner Land. Ausgabe 4, März–Mai 2024, S. 13
- Sommer. In: Eulenblick. Literaturzeitschrift des Autorenkreises Peiner Land. Ausgabe 5, Juni–August 2024, S. 13
- Das Fenster rechts. In: Eulenblick. Literaturzeitschrift des Autorenkreises Peiner Land. Ausgabe 6, September-Dezember 2024, S. 11
- Lug ins Land. In: Buchstaben im Kopf. Schreibwettbewerb 2024 der Bücher-Heimat und der Öffentl. Vers. Braunschweig, Bad Harzburg 2024, S. 55
- Baum vor dem Fenster. In: Eulenblick. Literaturzeitschrift des Autorenkreises Peiner Land, Ausg. 7, Januar-März 2025.
- Bohlweg im Regen. In: Raabenhorst Nr. 2. Zeitschrift für regionale Literatur der Braunschweigischen Landschaft e.V., H. 2/2024, S. 29.
- In den Fluss gemalt. In: Literarische Wasserzeichen. Anthologie der AG Literatur der Braunschweigischen Landschaft e.V. , Braunschweig 2025, S. 114/115.